# Rozmiar skoczni

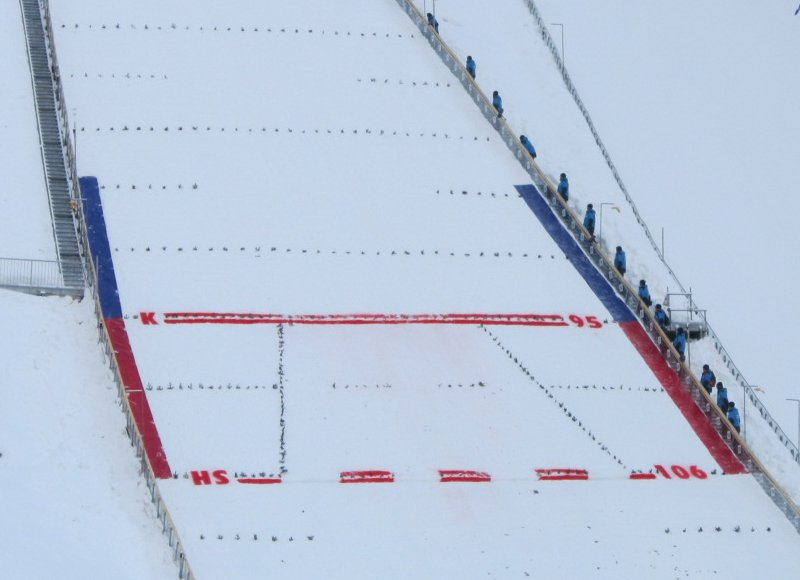
Rozmiar skoczni: 106 m

Rozmiar skoczni (ang. hill size, HS) – pojęcie w skokach narciarskich określające wielkość skoczni, zależne od innych parametrów obiektu.
Pojęcie rozmiaru skoczni zaczęto stosować do określenia wielkości obiektu w czasie Letniego Grand Prix 2004 – wcześniej służył do tego punkt konstrukcyjny (punkt K). Podczas zawodów oznaczony jest jako czerwona, prostopadła do osi zeskoku linia.
Po oddaniu skoku na odległość 95% rozmiaru skoczni, jury może zadecydować o zmianie belki startowej. Przed wprowadzeniem pojęcia rozmiaru skoczni, ta zasada dotyczyła skoku na 95% odległości sędziowskiej, która była wyznaczana dla danej skoczni każdorazowo przed rozpoczęciem sezonu.

## Definicja
Zgodnie z normami budowy skoczni, ustalonymi przez Międzynarodową Federację Narciarską, rozmiar skoczni to odległość od progu do punktu L na zeskoku, oznaczającego koniec strefy lądowania i początek krzywej prowadzącej od niej do wybiegu (inaczej nazywanej wypłaszczeniem).
Wartość punktu L jest zależna od szeregu innych parametrów skoczni:
- {\displaystyle K} – punkt konstrukcyjny,
- {\displaystyle w} – odległość od progu do punktu K, w przybliżeniu {\displaystyle w=0{,}885\cdot HS+1{,}5,}
- {\displaystyle v_{K}} – zakładana prędkość skoczka w punkcie K [m/s]: {\displaystyle v_{K}=0{,}68\cdot v_{0}+12{,}44,}
- {\displaystyle v_{0}} – zakładana prędkości skoczka na progu [m/s]: {\displaystyle v_{0}={\frac {v_{K}-12{,}44}{0{,}68}},}
- {\displaystyle l_{2}} – odległość między punktami K i L: {\displaystyle l_{2}={\frac {1{,}4\cdot r_{L}}{v_{K}}},}
- {\displaystyle r_{L}} – promień krzywej zeskoku w strefie lądowania: {\displaystyle r_{L}={\frac {{v_{K}}^{2}\cdot w}{380}},}
- {\displaystyle \beta } – kąt nachylenia zeskoku w punkcie K: {\displaystyle \beta =\beta _{L}+\left({\frac {1{,}4}{v_{K}}}\cdot {\frac {180}{\pi }}\right),}
- {\displaystyle \beta _{L}} – kąt nachylenia zeskoku w punkcie L: {\displaystyle \beta _{L}=\beta -\left({\frac {1{,}4}{v_{K}}}\cdot {\frac {180}{\pi }}\right).}

Wartość HS wynosi:
{\displaystyle HS=w+l_{2}.}

## Przykłady
Rozmiar skoczni nie jest punktem, lecz długością. Ponieważ położenie punktu L jest ściśle zależne nie tylko od wartości punktu K, ale też od zakładanej prędkości osiąganej przez skoczka, rozmiar skoczni o tym samym punkcie K może być różny. Nie jest więc również prawdziwa informacja, że kąt nachylenia zeskoku w punkcie L wynosi zawsze 32°. Podręcznik FIS podaje przykład fikcyjnej skoczni o rozmiarze 100 m i punkcie K równym 90 m, gdzie: w = 90 m, l2 = 10 m, β = 33°, βL = 30,23°, v0 = 24,25 m/s (87,3 km/h), vK = 28,93 m/s (104,1 km/h) i rL ≈ 200 m.
Przykłady trzech skoczni o tym samym punkcie konstrukcyjnym:
| Skocznia     | Miejscowość | K     | HS    | w     | l2   | β      | βL     | v0       |
| ------------ | ----------- | ----- | ----- | ----- | ---- | ------ | ------ | -------- |
| Puijo        | Kuopio      | 120 m | 127 m | 120 m | 7 m  | 35,20° | 33,70° | 26,5 m/s |
| Schattenberg | Oberstdorf  | 120 m | 137 m | 120 m | 17 m | 35,50° | 33,56° | 25,9 m/s |
| Rukatunturi  | Ruka        | 120 m | 142 m | 120 m | 22 m | 36,90° | 32,30° | 26,3 m/s |